# Gomezyta africana
Gomezyta africana is een hooiwagen uit de familie Assamiidae.